# Pithecopus azureus
Espèce
Synonymes
- Phyllomedusa hypochondrialis azurea Cope, 1862
- Phyllomedusa azurea Cope, 1862

Statut de conservation UICN

 DD  : Données insuffisantes
Pithecopus azureus est une espèce d'amphibiens de la famille des Phyllomedusidae.

## Répartition
Cette espèce se rencontre dans les régions du Gran Chaco, du Pantanal et du Cerrado :
- au Paraguay ;
- en Bolivie dans les départements de Beni et de Santa Cruz ;
- dans le Nord de l'Argentine dans les provinces de Salta, à l'est de Jujuy, de Formosa, du Chaco, au nord de Santiago del Estero, de Santa Fe et de Corrientes ;
- au Brésil dans les États du Rondônia, du Mato Grosso, du Mato Grosso do Sul, du Tocantins, de Goiás, du Minas Gerais et de São Paulo et dans le District fédéral.

## Description

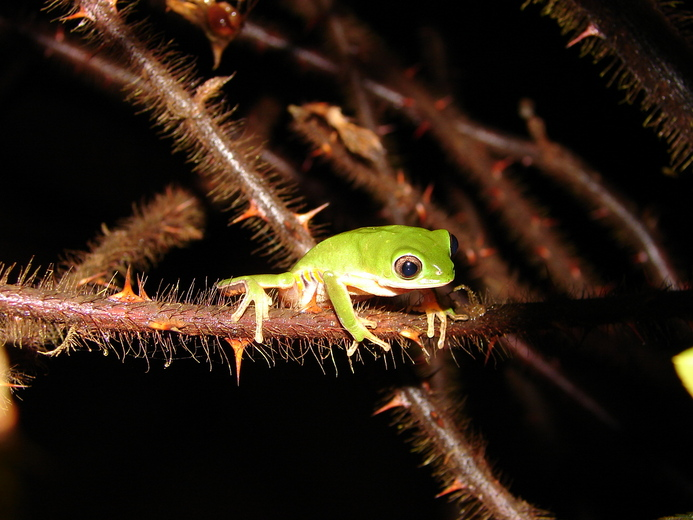
Phyllomedusa azurea

Pithecopus azureus mesure de 31 à 44 mm.

## Publication originale
- Cope, 1862 : Catalogues of the Reptiles Obtained during the Explorations of the Parana, Paraguay, Vermejo and Uraguay Rivers, by Capt. Thos. J. Page, U. S. N.; And of Those Procured by Lieut. N. Michler, U. S. Top. Eng., Commander of the Expedition Conducting the Survey of the Atrato River. Proceedings of the Academy of Natural Sciences of Philadelphia, vol. 14, p. 346-359+594 (texte intégral).